# Mabea taquari
Mabea taquari är en törelväxtart som beskrevs av Jean Baptiste Christophe Fusée Aublet. Mabea taquari ingår i släktet Mabea och familjen törelväxter. Inga underarter finns listade i Catalogue of Life.